# Hypothetical
Hypothetical è il quinto album in studio della progressive metal band inglese Threshold. L'album è stato pubblicato il 20 marzo 2001.

## Tracce
1. Light and Space – 5:58
2. Turn on Turn In – 6:12
3. The Ravages of Time – 10:17
4. Sheltering Sky – 5:35
5. Oceanbound – 6:42
6. Long Way Home – 6:00
7. Keep My Head – 4:01
8. Narcissus – 11:14

Tutte le canzoni scritte da Karl Groom, Jon Jeary, Nick Midson e Richard West

## Formazione
- Karl Groom – prima chitarra
- Johanne James – batteria
- Jon Jeary – basso
- Andrew "Mac" McDermott – voce
- Nick Midson – chitarra ritmica
- Richard West – tastiere